# Corallocarpus
Corallocarpus es un género con 50 especies de plantas con flores perteneciente a la familia Cucurbitaceae.

## Especies seleccionadas
| - Corallocarpus angosturensis - Corallocarpus bainesii - Corallocarpus bequaerti - Corallocarpus boehmii | - Corallocarpus brevipedunculatus - Corallocarpus bussei - Corallocarpus congolensis - Corallocarpus conocarpus |

## Sinonimia
- Calyptrosicyos Keraudren